# Aeroportul Platinum
Aeroportul Platinum (IATA: PTU, ICAO: PAPM, FAA LID: PTU) este un aeroport din Alaska, Statele Unite ale Americii ce deservește zona Platinum⁠(d). Aeroportul a fost tranzitat în 2019 de 1.066 de pasageri. A fost numit după zona deservită.
Situat la o altitudine de 5 m, aeroportul dispune de 1 pistă. Este operat de Alaska Department of Transportation & Public Facilities⁠(d).

## Infrastructură

### Piste
Aeroportul dispune de o singură pistă. Pista 14/32 are dimensiunile 5.000 picioare × 75 picioare. 